# Filmografia di Helen Mirren

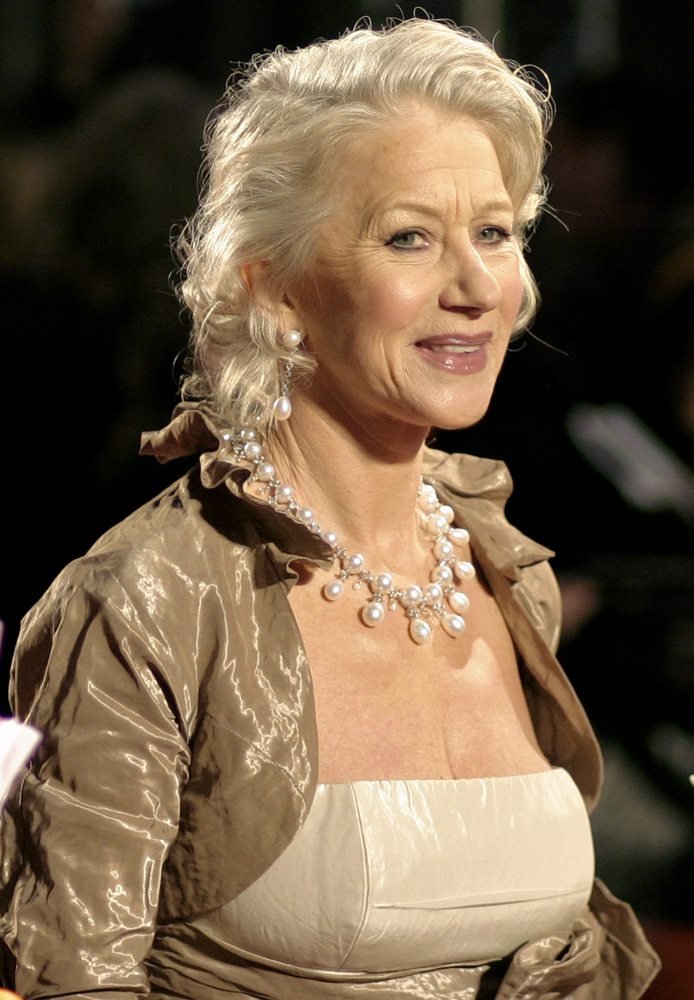
Helen Mirren nel 2007

La Filmografia di Helen Mirren, attrice britannica, inizialmente attrice teatrale, inizia nel 1967 e nel 2007 la porta a vincere l'Oscar come miglior attrice per la sua interpretazione della regina Elisabetta II, nel film The Queen - La regina.

## Attrice

### Cinema
- Press for Time, regia di Robert Asher (1966)
- Herostratus, regia di Don Levy (1967)
- A Midsummer Night's Dream, regia di Peter Hall (1968)
- Age of Consent, regia di Michael Powell (1969)
- Colpo rovente, regia di Piero Zuffi (1970)
- Miss Julie, regia di John Glenister (1972)
- Messia selvaggio (Savage Messiah), regia di Ken Russell (1972)
- O Lucky Man!, regia di Lindsay Anderson (1973)
- Hamlet, regia di Celestino Coronada (1976)
- The Quiz Kid, regia di Bill Hays (1979)
- Caligola (Caligula), regia di Tinto Brass e Bob Guccione (1979)
- Hussy, regia di Matthew Chapman (1980)
- Il diabolico complotto del dottor Fu Manchu (The Fiendish Plot of Dr. Fu Manchu), regia di Piers Haggard (1980)
- Quel lungo venerdì santo (The Long Good Friday), regia di John MacKenzie (1980)
- Excalibur, regia di John Boorman (1981)
- Cal, regia di Pat O'Connor (1984)
- 2010 - L'anno del contatto (2010: The Year We Make Contact), regia di Peter Hyams (1984)
- Heavenly Pursuits (The Gospel According to Vic), regia di Charles Gormley (1985)
- Il sole a mezzanotte (White Nights), regia di Taylor Hackford (1985)
- Mosquito Coast (The Mosquito Coast), regia di Peter Weir (1986)
- L'isola di Pascali (Pascali's Island), regia di James Dearden (1988)
- Quando vennero le balene (When the Whales Came), regia di Clive Rees (1989)
- Il cuoco, il ladro, sua moglie e l'amante (The Cook, the Thief, His Wife & Her Lover), regia di Peter Greenaway (1989)
- Bethune - Il mitico eroe (Bethune: The Making of a Hero), regia di Philip Borsos (1990)
- Cortesie per gli ospiti (The Comfort of Strangers), regia di Paul Schrader (1990)
- Monteriano - Dove gli angeli non osano metter piede (Where Angels Fear to Tread), regia di Charles Sturridge (1991)
- Il Falco (The Hawk), regia di David hayman (1993)
- Prince of Jutland, regia di Gabriel Axel (1994)
- La pazzia di Re Giorgio (The Madness of King George), regia di Nicholas Hytner (1994)
- Una scelta d'amore (Some Mother's Son), regia di Terry George (1996)
- Se mi amate... (Critical Care), regia di Sidney Lumet (1997)
- Killing Mrs. Tingle (Teaching Mrs. Tingle), regia di Kevin Williamson (1999)
- Pollice verde (Greenfingers), regia di Joel Hershman (2000)
- La promessa (The Pledge), regia di Sean Penn (2001)
- No Such Thing, regia di Hal Hartley (2001)
- L'ultimo bicchiere (Last Orders), regia di Fred Schepisi (2001)
- Gosford Park, regia di Robert Altman (2001)
- Calendar Girls, regia di Nigel Cole (2003)
- In ostaggio (The Clearing), regia di Pieter Jan Brugge (2004)
- Quando meno te lo aspetti (Raising Helen), regia di Garry Marshall (2004)
- Trailer for a Remake of Gore Vidal's Caligula, regia di Francesco Vezzoli (2005)
- Shadowboxer, regia di Lee Daniels (2005)
- The Queen - La regina (The Queen), regia di Stephen Frears (2006)[1]
- Il mistero delle pagine perdute (National Treasure: The Book of Secrets), regia di Jon Turteltaub (2007)
- Inkheart - La leggenda di cuore d'inchiostro, regia di Iain Softley (2009)
- State of Play, regia di Kevin Macdonald (2009)
- The Last Station, regia di Michael Hoffman (2009)
- Love Ranch, regia di Taylor Hackford (2009)
- Il debito (The Debt), regia di John Madden (2010)
- Red, regia di Robert Schwentke (2010)[2]
- The Tempest, regia di Julie Taymor (2010)
- Arturo, regia di Jason Winer (2011)
- The Door, regia di István Szabó (2012)
- Hitchcock, regia di Sacha Gervasi (2012)
- Red 2, regia di Dean Parisot (2013)
- Amore, cucina e curry (The Hundred-Foot Journey), regia di Lasse Hallström (2014)
- Woman in Gold, regia di Simon Curtis (2015)
- L'ultima parola - La vera storia di Dalton Trumbo (Trumbo), regia di Jay Roach (2015)
- Il diritto di uccidere (Eye in the Sky), regia di Gavin Hood (2015)
- Collateral Beauty, regia di David Frankel (2016)
- Fast & Furious 8, regia di F. Gary Gray (2017)
- Ella & John - The Leisure Seeker (The Leisure Seeker), regia di Paolo Virzì (2017)
- La vedova Winchester (Winchester), regia di Michael e Peter Spierig (2018)
- Lo schiaccianoci e i quattro regni (The Nutcracker and the Four Realms), regia di Lasse Hallström e Joe Johnston (2018)
- Fast & Furious - Hobbs & Shaw (Fast & Furious Presents: Hobbs & Shaw), regia di David Leitch (2019)
- Anna, regia di Luc Besson (2019)
- L'inganno perfetto (The Good Liar), regia di Bill Condon (2019)
- Berlin, I Love You, regia di registi vari (2019)
- Il ritratto del duca (The Duke), regia di Roger Michell (2020)
- Fast & Furious 9 - The Fast Saga (F9: The Fast Saga), regia di Justin Lin (2021)
- Golda, regia di Guy Nattiv (2023)
- Shazam! Furia degli dei (Shazam! Fury of the Gods), regia di David F. Sandberg (2023)
- Fast X, regia di Louis Leterrier (2023)
- Wonder: White Bird (White Bird: A Wonder Story), regia di Marc Forster (2024)
- Il club dei delitti del giovedì (The Thursday Murder Club), regia di Chris Columbus (2025)

### Televisione
- The Extravaganza of Golgotha Smuts, regia di Andrew Holmes - film TV (1967)
- ITV Saturday Night Theatre - serie TV, 1 episodio (1971)
- Cousin Bette, regia di Gareth Davies - miniserie TV (1971)
- Thriller - serie TV, 1 episodio (1974)
- Bellamira, regia di Robert Knights - film TV (1974)
- Play of the Month - serie TV, 4 episodi (1974-1977)
- Caesar and Claretta, regia di Claude Whatham - film TV (1975)
- The Philanthropist, regia di Stuart Burge - film TV (1975)
- The Collection di Harold Pinter – film TV (1976)
- Great Performances - serie TV, 1 episodio (1976)
- Come vi piace (As You Like It), regia di Basil Coleman - film TV (1978)
- ITV Playhouse - serie TV, 1 episodio (1979)
- Oresteia, regia di Bill Hays - miniserie TV (1979)
- S.O.S. Titanic, regia di William Hale (1979)
- Play for Today - serie TV, 2 episodi (1979-1982)
- BBC2 Playhouse - serie TV, 1 episodio (1981)
- Sogno di una notte di mezza estate (A Midsummer Night's Dream), regia di Elijah Moshinsky - film TV (1981)
- Cymbeline, regia di Elijah Moshinsky - film TV (1982)
- Ai confini della realtà (The Twilight Zone) – serie TV, episodio 1x21 (1985)
- Coming Through, regia di Peter Barber-Fleming – film TV (1985)
- Nel regno delle fiabe (Shelley Duvall's Faerie Tale Theatre) - serie TV, episodio 6x2 (1987)
- Cause célèbre, regia di John Gorrie - film TV (1987)
- Complotto al Cremlino (Red King, White Knight), regia di Geoff Murphy - film TV (1989)
- Prime Suspect - serie TV, 14 episodi (1991-2006)
- The Hidden Room - serie TV, 1 episodio (1993)
- The Great War and the Shaping of the 20th Century - serie TV, 2 episodi (1996)
- Losing Chase, regia di Kevin Bacon – film TV (1996)
- Painted Lady, regia di Julian Jarrold – film TV (1997)
- Tracey Takes On... - serie TV, 1 episodio (1998)
- The Passion of Ayn Rand, regia di Christopher Menaul - film TV (1999)
- French and Saunders - serie TV, 1 episodio (1999)
- On the Edge, regia di Anne Heche, Mary Stuart Masterson, Helen Mirren e Jana Sue Memel (2001)
- Il venditore dell'anno (Door to Door), regia di Steven Schachter - film TV (2002)
- Georgetown, regia di Scott Winant - film TV (2002)
- La primavera romana della signora Stone (The Roman Spring of Mrs. Stone), regia di Robert Allan Ackerman – film TV (2003)
- Frasier - serie TV, 1 episodio (2004)
- Squadra emergenza (Third Watch) - serie TV, 1 episodio (2005)
- Elizabeth I, regia di Tom Hooper - miniserie TV (2005)
- 30 Rock - serie TV, 1 episodio (2009)
- National Theatre Live - serie TV, 2 episodi (2009-2013)
- Phil Spector, regia di David Mamet - film TV (2013)
- Documentary Now! - serie TV, 12 episodi (2015-in corso), sé stessa/presentatrice
- Caterina la Grande (Catherine the Great), regia di Philip Martin – miniserie TV (2019)
- Assolo (Solos) - miniserie TV, 1 episodio (2021)
- Il torneo delle Case di Hogwarts - Game Show TV, 4 episodi (2021)
- 1923 – serie TV, 14 episodi (2022-2025)
- MobLand – serie TV (2025)

### Videoclip
- Checco Zalone La vacinada, regia di Checco Zalone (2021)

## Doppiatrice
- La regina delle nevi (The Snow Queen), regia di Martin Gates (1995)
- Il principe d'Egitto (The Prince of Egypt), regia di Brenda Chapman (1998)
- Due cuccioli nella savana (Pride), regia di John Downer - film TV (2004)
- Guida galattica per autostoppisti (The Hitchhiker's Guide to the Galaxy), regia di Garth Jennings (2004)
- Il regno di Ga'Hoole - La leggenda dei guardiani, regia di Zack Snyder (2010)
- Glee - serie TV, 2 episodi (2012)
- Monsters University, regia di Dan Scanlon (2013)
- L'unico e insuperabile Ivan (The One and Only Ivan), regia di Thea Sharrock (2020)
- Barbie, regia di Greta Gerwig (2023)

## Produttrice

### Cinema
- Una scelta d'amore (Some Mother's Son), regia di Terry George (1996)
- Painted Lady, regia di Julian Jarrold (1997)

### Televisione
- Caterina la Grande, regia di Philip Martin - miniserie TV (2019)

## Regista
- Happy Birthday, episodio di On the Edge - film TV (2001)